# Mickey's Mellerdrammer
Pour plus de détails, voir Fiche technique et Distribution.
Mickey's Mellerdrammer est un dessin animé de Mickey Mouse produit par Walt Disney pour United Artists et sorti le 18 mars 1933.
Le film est basé sur la préparation, par les personnages Disney, d'une adaptation en pièce de théâtre de La Case de l'oncle Tom, un roman de l'écrivain américaine Harriet Beecher Stowe.

## Synopsis
Mickey et ses amis donnent une représentation de La Case de l'oncle Tom. Mickey y joue l'oncle Tom et Topsy, Minnie joue Eva, Clarabelle Eliza et Horace Simon et 50 chiens errants. Le public s'installe avec entre autres, la poule Clara Cluck installée à une place réservée semblant être une critique. En coulisse, Minnie se poudre avec de la farine et met une perruque de blonde; Clarabelle met de la suie d'une lampe sur son visage; Mickey enfile une perruque crépue et un haillon, puis utilise un pétard pour noircir son visage; Horace enfile un chapeau de cowboy et met une longue moustache. L'orchestre entame la musique. Topsy et Eliza dansent tandis qu'en coulisse Dippy Dawg fait bouger des mannequins. Topsy et Eliza entendent arriver Simon et courent se réfugier dans la cabane de l'oncle Tom. Mickey ressort déguisé en l'oncle Tom. Simon s'en prend à lui. Tentant de fouetter Tom, Simon se prend dans son fouet et chute. Le public crie de joie, tandis que Dippy hilare se retrouve tiré sur scène par le second coup de fouet. Simon arrive enfin à fouetter Tom, mais le public s'en mêle, lançant des légumes pourris et un œuf pour Clara. Dippy annonce alors l'acte II, Eliza courant sur la glace, en réalité du popcorn lancé par Minnie. On continue à voir la scène entrecoupée par les coulisses : le vent produit par Horace sur un vélo muni d'une hélice, le tonnerre par des casseroles chutant, le grondement par des pommes terres tombant sur une marmite retournée. Un chat se retrouve parmi les chiens errants et la scène, l'orchestre et le théâtre sont presque détruits dans la bataille. Mickey baisse le rideau afin de mettre fin au carnage.

## Fiche technique
- Titre original : Mickey's Mellerdrammer
- Autres Titres[1] :
  - Suède : Ett Resande teatersällskap
- Série : Mickey Mouse
- Réalisateur : Wilfred Jackson
- Voix : Walt Disney (Mickey), Marcellite Garner (Minnie), Pinto Colvig (Dingo)
- Producteur : Walt Disney, John Sutherland
- Distributeur : United Artists
- Date de sortie : 18 mars 1933[2]
- Format d'image : Noir et Blanc
- Son : Mono
- Durée : 7 min
- Langue : (en)
- Pays :  États-Unis

## Commentaires
Ce film voit l'apparition d'un nouveau personnage Clara Cluck. 
Le film a fait polémique en raison du grimage des personnages Disney en personnes nègres afin de jouer la pièce La Case de l'oncle Tom. Cette technique artistique consistant à utiliser des personnages blancs que l'on maquille afin de jouer des personnages noirs ne choquait pas à l'époque. Ainsi Le Chanteur de jazz (1927) avec en vedette Al Jolson montrait Jolson grimé en noir. Toutefois, cette pratique démontre le racisme ordinaire de la majorité de la population américaine dans les années 1930.